# Ascobotryozyma
Ascobotryozyma — рід грибів. Назва вперше опублікована 2001 року.

## Класифікація
До роду Ascobotryozyma відносять 2 види:
- Ascobotryozyma americana
- Ascobotryozyma cognata